# 이재홍 (축구인)
이재홍(1983년 3월 23일 ~ )은 대한민국의 축구 전문 피지컬 코치로 현재 대한민국 U-23 축구 국가대표팀의 피지컬 코치로 재직 중이다.

## 지도자 경력
2017년부터 2018년까지 대한민국 축구 국가대표팀과 부산 아이파크에서 동시에 피지컬 코치로 활동했고 2019 시즌에는 FC 서울의 피지컬 코치로 활동했으며 2019 시즌이 끝난 후 인도네시아 축구 국가대표팀의 피지컬 코치로 부임했다.
2021년 9월 24일에 U-23 대표팀 피지컬 코치로 부임하였다.

## 참고 자료
- ‘피지컬 코치’ 이재홍, “한국, 운동량 너무 많다